# Raffaello Bonusi
Raffaello Bonusi né le 31 janvier 1992 à Gavardo, est un coureur cycliste italien, professionnel en 2017 et 2018.

## Biographie
En septembre 2016, Raffaello Bonusi remporte le Tour de Chine I devant Jonas Vingegaard, alors qu'il est stagiaire chez Androni Giocattoli,. Il passe ensuite professionnel en 2017 dans cette même équipe. Il s'impose dès sa première course, en janvier, à l'occasion de la première étape du Tour du Táchira. 
Il met fin à sa carrière à l'issue de la saison 2018.

## Palmarès et résultats

### Palmarès par année
- 2010
  - Trophée de la ville d'Ivrée
- 2015
  - Coppa Messapica
  - 3e du Mémorial Guido Zamperioli
- 2016
  - Freccia dei Vini
  - Tour de Chine I :
    - Classement général
    - 3e étape

  - 2e du Trofeo Città di Pinerolo
  - 3e du championnat d'Italie des élites sans contrat
  - 3e du Trofeo Tosco-Umbro
- 2017
  - 1re étape du Tour du Táchira

### Classements mondiaux
| Année                                 | 2015 | 2016 | 2017  | 2018  |
| ------------------------------------- | ---- | ---- | ----- | ----- |
| Classement mondial                    |      | 493e | 1460e | 2280e |
| UCI Europe Tour                       | 991e | nc   | nc    | 1682e |
| UCI Asia Tour                         | nc   | 48e  | 293e  | nc    |
| UCI America Tour                      | nc   | nc   | 301e  | 366e  |
|                                       |      |      |       |       |
| Légende : nc = non classéSource : UCI |      |      |       |       |